# 許莉
許 莉 (中国語: 许 莉、ラテン表記: Xu Li、1989年12月17日 - ）は、中国・ 安徽省宿州出身の女子レスリング選手である。2008年北京オリンピック55kg級の銀メダリスト。
2007年レスリングワールドカップでは中国の初優勝メンバーのひとり。
北京オリンピックでは55kg級中国代表として出場し、決勝まで進み吉田沙保里にフォール負けも銀メダル獲得。